# ایسکرا (استان گابرووو)
ایسکرا (به بلغاری: Iskra) یک منطقهٔ مسکونی در بلغارستان است که در شهرستان دریانوو واقع شده‌است.